# 1946 год в истории железнодорожного транспорта
1946 год в истории железнодорожного транспорта

## События
- В СССР полностью восстановлены железные дороги разрушенные во время Великой Отечественной войны и введены в действие новые линии Вольск — Кожвы, Кизляр — Астрахань.[1]
- Основан Рижский электромашиностроительный завод.
- На Хабаровском заводе транспортного машиностроения начался выпуск тепловозных дизелей.[1]
- При Ленинградском институте инженеров железнодорожного транспорта организован Институт мостов.[1]
- 6 марта — столкновение грузового и пассажирского поездов в тоннеле на Кругобайкальской железной дороге.
- 9 июня — в Астане открылась Малая Целинная детская железная дорога, проработавшая до 2002 года.
- 7 декабря — крушение на станции Обь.

## Новый подвижной состав
- В США на заводах компании ALCO освоен выпуск тепловозов серии RSC-2.